# Солунско българско благотворително женско дружество
Солунското българско благотворително женско дружество „Вяра, надежда и любов“ е създадено в 1903 година в Солун.
Целта му е да подпомага бедни вдовици и въобще изпаднали в нужда жени, бедни ученици и деца в неравностойно положение, но също така и български затворници, а по-късно и пострадали в Балканската война. Организира благотворителни увеселения и сказки за ролята на жената като майка, възпитателка, домакиня и член на обществото; не повдига въпроси, свързани с равноправието на жените, които очевидно нямат почва в Солун през този период.
Благотворителното женско дружество е съставено основно от съпруги и дъщери на по-богатите български търговци в Солун. През януари 1909 година за председателка е избрана Екатерина Шавкулова (съпруга на Никола Шавкулов), в настоятелството са М. Баялцалиева, Екатерина Байрамова (секретарка), Р. Кондова (подпредседателка), М. Трандафилова (касиерка), О. Караджова, Р. Каева, П. Ачкова, З. Весова. В 1910 година за председателка е избрана Захария Шумлянска. Тя определя целите на дружеството като „национални, благотворители и просветителни“ и специално подчертава грижата, която то полага за затворниците.
Когато султанът подарява на българското женско дружество 50 турски лири, половината от тях веднага са дарени на амнистирани затворници.
В 1909 година на една от сказките на женското дружество е обсъдена възможността за създаване на фонд за българска болница. Два месеца след това вестник „Отечество“ публикува позив за създаване на фонд за българска болница в Солун (8 юли 1909), от името на комитет, чийто устав е одобрен през май 1909 година на заседание на Българската църковна община в Солун. Първи дарители за каузата са Българското женско благотворително дружество „Вяра, надежда и любов“ с дарение от 22 турски лири, Никола Шавкулов, който внася 10 лири по случай раждането на сина си, и дипломатът Живко Добрев от Атина.